# Стеванович, Неманья
Нема́нья Стева́нович (серб. Немања Стевановић; род. 8 мая 1992, Лозница, Мачванский округ) — сербский футболист, вратарь клуба «Партизан».

## Клубная карьера
Неманья начал свою профессиональную футбольную карьеру в 2010 году в клубе «Рад».
В начале 2011 года голкипер перешёл в БАСК, выступавший в Первой лиге. Дебютный матч в новом клубе Стеванович провёл 16 апреля 2011 против «Баната», появившись на поле после удаления основного вратаря. По итогам сезона 2010/11 БАСК занял первое место в Первой лиге Сербии, однако из-за финансовых сложностей был вынужден не только отказаться от повышения в классе, но и перешёл лигой ниже, в Сербскую лигу Белграда. Сезон 2011/12 Неманья начал в качестве основного голкипера клуба, проведя за 1 круг 14 матчей.
В январе 2012 Стеванович подписал контракт с клубом «Чукарички», выступавшем в Первой лиге. Первый матч за белградскую команду Неманья провёл против «Синджелича». За два сезона в «Чукаричках» Неманья провёл только 6 игр, в большинстве матчей оставаясь в резерве. Заняв в сезоне 2012/13 второе место в Первой лиге, «Чукарички» получили право выступать в Суперлиге Сербии. Однако дебют Стевановича в высшем футбольном дивизионе Сербии состоялся только в сезоне 2014/15, в котором ему удалось стать основным голкипером белградского клуба. 9 августа 2014 года Неманья, выйдя на свой первый матч в Суперлиге против «Напредака», отбил два пенальти и сумел оставить свои ворота в неприкосновенности.